# Форт Баттикалоа
Форт Баттикалоа — колониальная крепость в Шри-Ланке.

## История
Форт был построен португальцами в 1628 году. Был административным и торговым центром. В 1638 году форт захватили голландцы. В конце XVIII века был захвачен англичанами.

## География
Крепость расположена на небольшом острове. Вдаётся в болотистую лагуну, со всех сторон окружён водой (с 2-х сторон лагуной, с 2-х — каналом).

## Современное состояние
Морская эрозия, недостаточное внимание реставрации форта и цунами привели к повреждению строения.